# Maya Bjerre-Lind
Maya Bjerre-Lind (14. september 1874 i København – 1939) var en dansk skuespillerinde.
Hun debuterede på Folketeatret og kom dernæst til Aarhus Teater hvor hun var fra 1905-1911. Hun filmdebuterede i Fotoramas Den hvide slavehandel (nu gået tabt, men plagieret af Nordisk Films Den hvide slavehandel). Resten af hendes film blev alle indspillet for Nordisk Film fra 1911-1915, hvor hun indspillede omkring 50 film, ofte i mindre biroller.

## FIlmografi
| - Den hvide Slavehandel (som Koblerske; instruktør Alfred Cohn, 1910) - Den forsvundne Mona Lisa (instruktør Eduard Schnedler-Sørensen, 1911) - Under Vesterbros Glødelamper (som Jessie Fønss, diamanttyvens elskede; instruktør Ernst Munkeboe, 1911) - Knap og Hægte (instruktør Eduard Schnedler-Sørensen, 1911) - Manegens Stjerne (instruktør Leo Tscherning, 1912) - Et moderne Ægteskab (instruktør Leo Tscherning, 1912) - Du skal ikke solde (instruktør Eduard Schnedler-Sørensen, 1912) - Hvad Møllebranden afslørede (instruktør Eduard Schnedler-Sørensen, 1912) - Kommandørens Døtre (instruktør Leo Tscherning, 1912) - Bristet Lykke (instruktør August Blom, 1913) - Atlantis (instruktør August Blom, 1913) - Chatollets Hemmelighed (som grevinde de la Garde, von Høffts tante; instruktør Hjalmar Davidsen, 1913) - Den gamle Majors Ungdomskærlighed (som fru Margarete von Tedlitz; instruktør Axel Breidahl, 1913) - En farlig Forbryder (som Olivia, von Silbersteins datter; instruktør August Blom, 1913) - Gøglerens Datter (instruktør Leo Tscherning, 1913) - Elskovs Gækkeri (som fru Bambæk; instruktør Sofus Wolder, 1913) - Lykkens lunefulde Spil (instruktør Sofus Wolder, 1913) - Livets Blændværk (som miss Alice Brown; instruktør Eduard Schnedler-Sørensen, 1913) - Elskovs Opfindsomhed (som Enkefru Holm; instruktør Sofus Wolder, 1913) - Styrmandens sidste Fart (instruktør Eduard Schnedler-Sørensen, 1913) - Broder mod Broder (instruktør Robert Dinesen, 1913) - Den bortførte Brud (instruktør Sofus Wolder, 1913) - Elskovsleg (instruktør Holger-Madsen, instruktør August Blom, 1914) - Karnevalsdjævelen (instruktør Sofus Wolder, 1914) - Eventyrersken (instruktør August Blom, 1914) | - Ægteskab og Pigesjov (som Mrs. King, modehandlerens kone; instruktør August Blom, 1914) - Inderpigen (instruktør Robert Dinesen, 1914) - En Udskejelse (instruktør Eduard Schnedler-Sørensen, 1914) - Husassistenten (instruktør Holger-Madsen, 1914) - Jens Daglykke (instruktør Sofus Wolder, 1914) - Under Skæbnens Hjul (instruktør Holger-Madsen, 1914) - Skyldig? - ikke skyldig? (instruktør Karl Ludwig Schröder, 1914) - Min Ven Levy (instruktør Holger-Madsen, 1914) - Millionær for en Dag (som Goulds frue; instruktør Robert Dinesen, 1914) - Amors Krogveje (instruktør Robert Dinesen, 1914) - Under falsk Flag (instruktør Sofus Wolder, 1914) - Kvinden, han mødte (som komtesse Cecilie, grevens datter; instruktør Hjalmar Davidsen, 1915) - Kærlighedens Firkløver (instruktør Alfred Cohn, 1915) - I de unge Aar (som fru Claudius; instruktør Alfred Cohn, 1915) - Frierscenen (som frk. Prip, digterens husholderske; instruktør Lau Lauritzen Sr., 1915) - Kærlighedens Triumf (instruktør Holger-Madsen, 1915) - Morderen (instruktør Sofus Wolder, 1915) - Gaardsangersken (instruktør Alfred Cohn, 1916) - Blandt Samfundets Fjender (instruktør Robert Dinesen, 1916) - En Søns Kærlighed (instruktør Hjalmar Davidsen, 1916) - Kornspekulantens Forbrydelse (som frevinde von Altburg; instruktør Robert Dinesen, 1916) - Handelen med Menneskeliv (som fru Lemaire; instruktør Hjalmar Davidsen, 1917) - Kærligheds-Væddemaalet (instruktør August Blom, 1917) |